# كوزو واتانابي
كوزو واتانابي (باليابانية: 渡邉衡三؛ بالكانا: わたなべ こうぞう) هو مهندس ياباني، ولد في 24 سبتمبر 1942 في أوساكا في اليابان.